# Текст песме
Текст песме се састоји од речи које чине песму која се најчешће састоји од стихова и рефрена. Такође, неизоставно је појављивање риме. Текст песме који је написао текстописац се касније уклапа у мелодију.